# Rafael García (bailarín)
Rafael "El Negro" García fue un famoso coreógrafo y bailarín argentino de extensa trayectoria en el medio artístico. Su hermana fue la bailarina y vedette Nené Cao.

## Carrera
Nacido para la danza, Rafael García se lució en los  teatros porteños gracias a sus capacidades para el baile. Reinó en el género revisteril donde compartió cartel con primerísimas figuras de la escena nacional argentina.
Previamente a su incursión por el teatro de revistas se inició en el Teatro Colón donde representó decenas de obras musicales en la década del '30.
En la década de 1940 integró la Compañía Argentina de Grandes Revistas, del Teatro Maipo, con la dirección de Luis César Amadori y Antonio Botta, junto a un descatado elenco en las que se encontraban Azucena Maizani,  Celia Gámez, Hilda Dehil, Gloria Guzmán, Tita Merello, Severo Fernández, Pablo Palitos, Aída Olivier, June Marlowe y Juan Carlos Thorry . En 1941 integra la Compañía Argentina de Revistas Cómicas Alberto Anchart- Blanquita Amaro- Severo Fernández, junto con Lolita Torres ("El alma de España hecha canción"), Chola Luna, Oscar Villa, Nené Cao, Marcelle Marcel, Sarita Antúnez y Eduardo de Labar. Su última labor como coreógrafo de revistas fue en "Los Vecinos de Corrientes" (1974), destacando al primer transformista Argentino en llegar a la calle Corrientes como primera vedette Jorge Pérez Evelyn y figuras de la talla de Jovita Luna y Pablo Palitos
Su fama lo llevó a intervenir en la pantalla grande en tres filmes: Trompada 45 (1953) con los Cinco Grandes del Buen Humor, La mejor del colegio (1953) con Lolita Torres,  y en Estrellas de Buenos Aires (1956) con Pepe Arias, Juan Verdaguer, Maruja Montes y Antonia Herrero

## Filmografía
Como bailarín:
- 1953: Trompada 45.

Como coreógrafo:
- 1953: La mejor del colegio.[4]
- 1956: Estrellas de Buenos Aires.
- 1974: "Los Vecinos de Corrientes".[2]

## Teatro
- 1931: El aprendiz de brujo (Teatro Colón).
- 1931: Thamar (Teatro Colón).
- 1931: Las aventuras de Arlequín (Teatro Colón).
- 1931: El Príncipe Igor, danzas polovtsianas (Teatro Colón).
- 1932: Pedruschka (Teatro Colón).
- 1932: La flor del irupé (Teatro Colón).
- 1932: Fuegos de San Juan (Teatro Colón).
- 1933: El amor brujo (Teatro Colón).
- 1940: ¡Decimelo con música!.
- 1940: ¡Tres cosas hay en la vida!.
- 1940: Noche de gala.
- 1940: De Canaro a Toscanini.
- 1940: La Gran vida de Pepe Arias.
- 1941: Gran "Dopping" Electoral, con libro y dirección de Antonio Botta y Marcos Bronenberg, con Sofía Bozán, Juan Carlos Thorry, Marcos Caplán, Alberto Anchart (padre), Severo Fernández, Nené Cao, Margarita Padín, Elsa del Campillo, Dringue Farías y Elena Bozán.
- 1941:¡Los pecados capitales... y provinciales!.
- 1941: La "Blitzkrieg" de la revista.
- 1941: Con la sonrisa en los labios.[5]
- 1946: O Mundo É Uma Dançar, en el Teatro Río (Río de Janeiro) con Thelma Carlo, Roberto García Ramos, Nené Cao, Víctor Martucci y Carmen Rodríguez.
- 1946: Reuniones de estrellas en Paraná y Corrientes con Oscar Villa, Chola Luna, Alberto Anchart (padre), Lolita Torres, Blanquita Amaro, Nené Cao.
- 1946: Los cien barrios porteños, con María Esther Gamas, Roberto García Ramos, Silvia Galán, Arturo Palito, Adela Morey, Héctor Gagliardi, Nené Cao, Tito Climent y Amelita Vargas.
- 1946: Dove está la papa.
- 1947: Locuras de medianoche, junto a Fernando Borel, Margarita Padín y Nené Cao.
- 1952: La coronación de la risa, con José Marrone, Olinda Bozán, Nélida Roca, Juanita Martínez, Alberto Castillo y Carlos Fioriti.
- 1955: Buenos Aires de seda y percal.
- 1955: Las piernasmascope de El Nacional, con la Gran Compañía Argentina de Revistas de Pepe Arias. Con Tato Bores, Alfredo Barbieri, Tito Lusiardo, Nélida Roca, May Avril, Beba Bidart y Juan Verdaguer, entre otros.
- 1960: Criaturas adorables, junto a Ubaldo Martínez, Maruja Montes, Alfredo Barbieri, Beba Bidart, Don Pelele, Nené Cao, Oscar Villa, Oscar Valicelli, Lilian Valmar y Gloria Montes.
- 1960: Las muchachas de antes no usaban bikini, con Adolfo Stray, Tita Merello, Margarita Padín, Beba Bidart, Rafael Carret y Nené Cao.
- 1974: ‘’Los Vecinos de Corrientes’’, con Jorge Pérez Evelyn, Jovita Luna, Pablo Palitos, producción de Leo Vanes.